# Vilda toner
Vilda toner (engelska: A Song Is Born, även That's Life) är en amerikansk musikalfilm i Technicolor från 1948 i regi av Howard Hawks. Filmen är en nyinspelning av Jag stannar över natten (1941) med Gary Cooper och Barbara Stanwyck. I huvudrollerna ses Danny Kaye och Virginia Mayo. 
Många musiklegender framträder i filmen, däribland Tommy Dorsey, Benny Goodman, Louis Armstrong, Lionel Hampton och Benny Carter. 

## Rollista i urval
- Danny Kaye - professor Hobart Frisbee, musikforskare
- Virginia Mayo - Honey Swanson, nattklubbssångerska
- Benny Goodman - professor Magenbruch
- Hugh Herbert - professor Twingle
- Steve Cochran - Anthony "Tony" Crow, gangster
- J. Edward Bromberg - doktor Elfini
- Felix Bressart - professor Gerkikoff
- Ludwig Stössel - professor Träumer
- O.Z. Whitehead - professor Oddly
- Esther Dale - Miss Bragg, professorernas hushållerska
- Mary Field - Miss Titten, den ekonomiska garanten för The Totten Foundation of Music
- Howland Chamberlin - Mr. Setter, Miss Tottens advokat
- Paul Langton - Joe, en av Crows underhuggare
- Tommy Dorsey - sig själv
- Louis Armstrong - sig själv
- Lionel Hampton - sig själv
- Charlie Barnet - sig själv
- Mel Powell - sig själv
- Buck Washington & John William Sublett - fönsterputsarna Buck and Bubbles

## Musik i filmen i urval
- "A Song is Born", text och musik av Don Raye & Gene De Paul, framförd av Virginia Mayo (dubbad av Jeri Sullavan) & Louis Armstrong
- "Daddy-O", text och musik av Don Raye & Gene De Paul, framförd av Virginia Mayo (dubbad av Jeri Sullavan)
- "I'm Getting Sentimental Over You", musik av George Bassman, framförd av Tommy Dorsey & His Orchestra
- "Goldwyn Stomp", skriven av Lionel Hampton, framförd av Lionel Hampton med band & Louis Armstrong
- "Stealin' Apples", musik av Fats Waller, framförd av Benny Goodman